# 伊比利亞公國
伊比利亞公國（Principality of Iberia）是中世紀時南高加索地區的一個政權，屬於薩珊王朝的屬國。

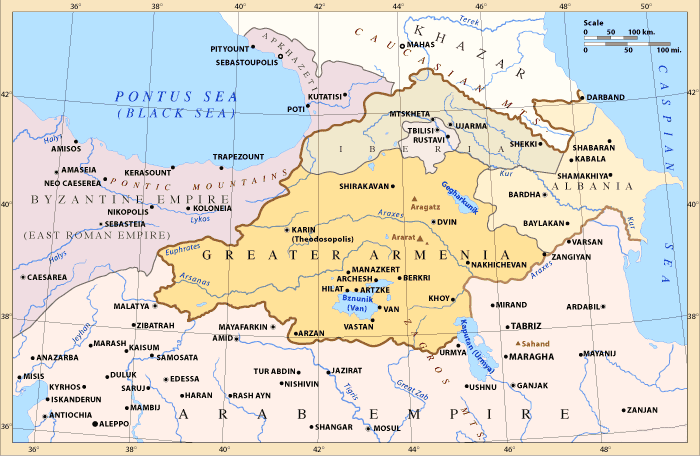
八~九世紀的南高加索地區

當霍斯勞王朝的末代君主，巴庫里烏斯三世於580年死後，荷姆茲四世將伊比利亞併入薩珊王朝，伊比利亞王國結束。588年古阿拉姆一世被任命為伊比利亞大公，開啟古阿拉姆王朝。此後伊比利亞被捲入羅馬—波斯戰爭，直到八世紀時阿拉伯人入侵南高加索，建立提比里西埃米爾國。九世紀初，巴格拉季昂王朝成為伊比利亞公國的統治者，888年阿達爾內塞四世宣布稱王並建立陶-克拉爾傑蒂王國。